# فرودگاه اسپنیش پیکز
فرودگاه اسپنیش پیکز (به انگلیسی: Spanish Peaks Airfield) (به زبان بومی: Huerfano County (Spanish Peaks) Airport) یک فرودگاه همگانی بهره‌برداری هوایی با کد یاتا none است که یک باند فرود آسفالت دارد و طول باند آن ۱۴۹۲ متر است. این فرودگاه در کشور ایالات متحده آمریکا قرار دارد و در ارتفاع ۱۸۴۳ متری از سطح دریا واقع شده است.